# Claude af Frankrig
Claude af Frankrig (13. oktober 1499 - 20. juli 1524) var en dronning af Frankrig gennem sit ægteskab med kong Frans 1. Hun var også regerende hertuginde af Bretagne fra 1514. Hun var datter af kong Ludvig 12. af Frankrig og Anne af Bretagne.

## Liv
Claude blev født den 13. oktober 1499 i Romorantin-Lanthenay som den ældste datter af kong Ludvig 12. af Frankrig og hertuginde Anne af Bretagne. Hun blev opkaldt efter Claudius af Besançon, en helgen, som hendes mor havde anråbt under en pilgrimsrejse, så hun kunne føde et levende barn. I hendes to ægteskaber havde dronning Anne mindst fjorten graviditeter, hvoraf kun to børn overlevede til voksenalderen: Claude og hendes yngste søster Renée, født i 1510.

### Ægteskabsforhandlinger
Fordi hendes mor ikke havde nogen overlevende sønner, var Claude den formodede arving til Hertugdømmet Bretagne. Frankrigs krone kunne imidlertid kun arves af og gennem mandlige arvinger i henhold til Den saliske lov. Ivrig efter at holde Bretagne adskilt fra den franske krone, arbejde dronning Anne med hjælp fra kardinalen Georges d'Amboise på en løsning af dette problem. Kardinalen indledte i bund og grund en konflikt med Pierre de Rohan-Gié (1451–1513), Herre af Rohan, kendt som marskallen af Gié, der inderligt støttede ideen om et ægteskab mellem prinsessen og hertugen af Valois, den formodede arving til den franske trone, og på denne måde kunne Bretagne forblive forenet med Frankrig.
Den 10. august 1501 i Lyon blev ægteskabskontrakten mellem Claude og den fremtidige tysk-romerske kejser Karl 5. underskrevet af François de Busleyden, ærkebiskoppen af Besançon, William de Croÿ, Nicolas de Rutter og Pierre Lesseman, alle ambassadører for hertug Filip af Burgund, Karls far. En del af kontrakten lovede Bretagne i arv til den unge prins, allerede den næste nummer to i arvefølgen til tronerne i Kastilien og Aragonien, Østrig og de burgundiske arvelande. Derudover gav den første Blois-traktat, underskrevet i 1504, Claude en betydeligt medgift i det usandsynlige tilfælde af Ludvig 12.'s død uden mandlige arvinger: Udover Bretagne modtog Claude også hertugdømmerne Milano og Burgund, grevskaberne Blois og Asti, og Republikken Genovas territorium, på det tidspunkt besat af Frankrig. Således blev alle årsagerne til den fremtidige rivalisering mellem Karl 5. og Frans 1. besluttet, allerede før de to fyrster arvede deres troner.
I 1505 annullerede en meget syg Ludvig 12. af frygt for sit liv og uden ønske om at true sin eneste arvings styre forlovelsen på stænderforsamlingen i Tours til fordel for den unge hertug af Valois, den fremtidige Frans 1. Faktisk, havde Louise af Savoyen tidligere af kongen fået et hemmeligt løfte om, at Claude kunne blive gift med hendes søn. Anne af Bretagne, som var rasende over at marskallen af Giés triumf, udøvede al sin indflydelse for at få ham dømt for Majestætsfornærmelse i Paris' parlament.

### Hertuginde af Bretagne
Da hendes mor døde den 9. januar 1514, blev Claude hertuginde af Bretagne, og fire måneder senere, den 18. maj, giftede hun sig med sin fætter Frans i Saint-Germain-en-Laye. Med dette ægteskab blev det sikret, at Bretagne ville forblive forenet med den franske krone, hvis Ludvig 12.s tredje ægteskab med Marie of England (fejret den 9. oktober 1514) ikke skaffede den længe ventede arving. Ægteskabet blev dog kortvarigt og barnløst: Ludvig 12. døde mindre end tre måneder senere, den 1. januar 1515, angiveligt slidt op af sine anstrengelser i sovekammeret. Frans og Claude blev konge og dronning, tredje gang i historien, at hertuginden af Bretagne blev dronning af Frankrig.

### Dronning af Frankrig
Som dronning blev Claude overskygget ved hoffet af sin svigermor, Louise af Savoyen, og sin svigerinde, den litterære dronning af Navarra Margrete. Hun herskede aldrig over Bretagne, i 1515 overlod hun regeringen af sine domæner til sin mand i evighed. I modsætning til sin yngre søster Renée ser det ud til, at hun aldrig viste nogen interesse for sin moders arv og heller ikke haft nogen interesse for politik, da hun foretrak at vie sig til religion under indflydelse ifølge nogle kilder af Christopher Numar af Forli, der var hendes svigermors skriftefader. Gabriel Miron beholdt sine funktioner som under Anne af Bretagne og forblev kansler for dronning Claude og overlæge. Han skrev bogen de Regimine infantium tractatus tres. 
Efter at Frans var blevet konge i 1515, forblev Anne Boleyn medlem af Claudes husstand. Det antages, at Anne fungerede som Claudes oversætter, når der var engelske besøgende som i 1520 i Guldbrokadelejren. Anne Boleyn vendte tilbage til England i slutningen af 1521, hvor hun til sidst blev dronning af England som anden hustru til Henrik 8. Diane de Poitiers, en anden af Claudes hofdamer, var en vigtig inspiration for Fontainebleauskolen i den franske renæssance og blev Claudes søn Henrik 2.'s livslange elskerinde.
Claude blev kronet til dronning af Frankrig i Saint-Denis Basilikaen den 10. maj 1517 af kardinal Filippe de Luxembourg (også kendt som kardinal du Mans), der "salvede hende på brystet og panden".
Hun tilbragte næsten hele sit ægteskab i en uendelig række graviditeter. Hendes mand havde mange elskerinder, men var normalt relativt diskret. Claude pålagde sin egen husstand strenge moralske regler, som kun et par lod hånt om.

Om Claude skrev historikeren Brantôme : 
 Jeg må tale om madame Claude af Frankrig, som var meget god og meget velgørende og meget sød overfor alle og aldrig udtrykte utilfredshed overfor nogen ved hendes hof eller i hendes domæner. Hun var dybt elsket af Kong Ludvig og Dronning Anne, hendes far og mor, og hun var altid en god datter for dem. Efter at kongen havde taget den fredelige hertug af Milano til fange, fik han ham til at udnævne hende i parlamentet i Paris til hertuginde af de to smukkeste hertugdømmer i kristendommen, Milano og Bretagne, den ene fra faren og den anden fra moren. Hvilken arving! Med deres tilladelse. Begge hertugdømmer blev al god gavn knyttet til vores smukke kongerige. 
 Claude, brikken i så meget dynastisk planlægning, var kort af statur og plaget af skoliose, hvilket gav hende en krum ryg, mens hendes mand var større og atletisk. De graviditeter efter hinanden fik hende til at virke konstant buttet, hvilket førte til hån ved hoffet. Udenlandske ambassadører bemærkede hendes "korpulence", besværede gang, skelen på venstre øje, lille størrelse og grimhed, men de anerkendte hendes gode egenskaber. Hun var lidet elsket ved hoffet efter hendes forældres død. Brantôme bekræftede: 
 At kongen, hendes mand gav hende syfilis, som forkortede hendes dage. Og madame regenten [Louise af Savoyen] mobbede hende konstant (...). 
 Kongens vilje påtvang, at hans elskerinde Françoise de Foix var allestedsnærværende.

### Død
Claude døde den 20. juli 1524 på Château de Blois, 24 år gammel. Den nøjagtige årsag til hendes død blev anfægtet i kilderne og af historikere: Mens nogle påstod, at hun døde i barselssengen eller efter en abort, mente andre, at hun døde af udmattelse efter sine mange graviditeter eller af af knogletuberkulose (ligesom sin mor), og endelig mente nogle, at hun døde af syfilis, som hun havde fået fra sin mand. Hun blev begravet i Saint-Denis Basilikaen.
Hun blev fulgt som hersker af Bretagne af sin ældste søn, Dauphinen Frans, der blev hertug Frans 3., med Claudes enkemand Kong Frans 1. som formynder. Efter Dauphinens død i 1536 blev Claudes anden søn, Henrik, hertug af Orleans, Dauphin og hertug af Bretagne. Han blev senere konge af Frankrig som Henrik 2.
Claudes enkemand giftede sig igen flere år efter Claudes død med Eleonora af Østrig, søster til Kejser Karl 5. Atmosfæren ved hoffet blev væsentligt mere udsvævende, og der var rygter om, at kong Frans' død i 1547 skyldtes syfilis.

## Børn
Claude og Frans 1. fik syv børn, hvoraf to blev mere end 30 år gamle:
- Louise (19. august 1515 – 21. september 1517). Døde ung, forlovet med Karl 1. af Spanien næsten fra fødsel til død.
- Charlotte (23. oktober 1516 – 8. september 1524). Døde ung, forlovet med Karl 1. af Spanien fra 1518 til sin død.
- Frans (28. februar 1518 – 10. august 1536), der efterfulgte Claude som hertug af Bretagne, men døde ugift og barnløs.
- Henrik 2. (31. marts 1519 – 10. juli 1559), der efterfulgte Frans 1. som konge af Frankrig og giftede sig med Katarina af Medici, som han fik børn med.
- Madeleine (10. august 1520 – 2. juli 1537), der giftede sig med Jakob 5. af Skotland og fik ingen børn.
- Karl (22. januar 1522 – 9. september 1545), der døde ugift og barnløs.
- Margrete (5. juni 1523 – 14. september 1574), der giftede sig med Emanuel Filiberto, hertug af Savoyen i 1559 og fik børn.

## Skildringer i populærkulturen
Dronning Claude af Frankrig blev spillet af Gabriella Wright i første sæson af Showtime-serien The Tudors.
"Kind Queen Claude" er en hovedperson i Robin Maxwells Mademoiselle Boleyn .
I den spanske historiske tv-serie Carlos, rey emperador (Karl, konge og kejser) fra 2015-16 blev dronning Claude spillet af Eva Rufo.